# Landtagswahlkreis Kehl
Der Wahlkreis Kehl (Wahlkreis 52) ist ein Landtagswahlkreis im Westen von Baden-Württemberg. Er umfasst die Gemeinden Achern, Appenweier, Kappelrodeck, Kehl, Lauf, Lautenbach, Oberkirch, Ottenhöfen im Schwarzwald, Renchen, Rheinau, Sasbach, Sasbachwalden, Seebach und Willstätt aus dem Ortenaukreis.
Die Grenzen der Landtagswahlkreise wurden nach der Kreisgebietsreform von 1973 zur Landtagswahl 1976 grundlegend neu zugeschnitten und seitdem nur punktuell geändert. Änderungen, die den Wahlkreis Kehl betrafen, gab es seitdem keine.

## Wahl 2021
Die Landtagswahl 2021 hatte folgendes Ergebnis:
| Direktkandidat     | Partei       | Stimmen in % | Landtagswahl 2016 Stimmen in % |
| ------------------ | ------------ | ------------ | ------------------------------ |
| Bernd Mettenleiter | Grüne        | 31,4         | 28,8                           |
| Willi Stächele     | CDU          | 27,1         | 30,8                           |
| Marco Nardini      | AfD          | 9,7          | 15,0                           |
| Frank Meier        | SPD          | 8,7          | 12,2                           |
| Yannick Kalupke    | FDP          | 9,4          | 8,1                            |
| Thomas Hanser      | DIE LINKE    | 2,6          | 2,3                            |
| Michael Kefer      | ödp          | 0,7          | 0,9                            |
| Adolf Huber        | Freie Wähler | 4,9          | –                              |
| Christian Cleiß    | dieBasis     | 3,5          | –                              |
| Markus Schmoll     | KlimalisteBW | 0,8          | –                              |
| Wolfgang Fischer   | WiR2020      | 0,6          | –                              |
| Patrick Rahner     | Volt         | 0,5          | –                              |
| –                  | Sonstige     | –            | 2,0                            |

## Wahl 2016
Die Landtagswahl 2016 hatte folgendes Ergebnis:
| Direktkandidat | Partei    | Stimmen in % | Landtagswahl 2011 Stimmen in % |
| -------------- | --------- | ------------ | ------------------------------ |
| Willi Stächele | CDU       | 30,8         | 45,3                           |
| Norbert Hense  | Grüne     | 28,8         | 22,8                           |
| Stefan Räpple  | AfD       | 15,0         | –                              |
| Markus Sansa   | SPD       | 12,2         | 19,8                           |
| Klaus Brodbeck | FDP       | 8,1          | 4,8                            |
| Rausan Öger    | DIE LINKE | 2,3          | 3,1                            |
| Urs Straube    | ALFA      | 1,2          | –                              |
| Michael Kefer  | ödp       | 0,9          | –                              |
| Klaus Ohnemus  | NPD       | 0,5          | 1,1                            |
| Thomas Markert | REP       | 0,4          | 0,9                            |

## Wahl 2011
Die Landtagswahl 2011 hatte folgendes Ergebnis:
| Direktkandidat   | Partei    | Landtagswahl 2011 Stimmen in % | Landtagswahl 2006 Stimmen in % | Landtagswahl 2001 Stimmen in % |
| ---------------- | --------- | ------------------------------ | ------------------------------ | ------------------------------ |
| Willi Stächele   | CDU       | 45,3                           | 48,6                           | 54,7                           |
| Ludwig Kornmeier | Grüne     | 22,8                           | 11,6                           | 06,0                           |
| Uwe Hengherr     | SPD       | 19,8                           | 19,5                           | 29,2                           |
| Tobias Erhardt   | FDP       | 04,8                           | 13,4                           | 05,4                           |
| Esther Broß      | DIE LINKE | 03,1                           | WASG: 2,8                      | –                              |
| Norbert Hense    | PIRATEN   | 02,1                           | –                              | –                              |
| Andre Budzinski  | REP       | 00,9                           | 01,5                           | 03,3                           |
| Daniel Prions    | NPD       | 01,1                           | 01,3                           | –                              |
| –                | Sonstige  | –                              | 01,3                           | 01,2                           |

## Abgeordnete seit 1976
Bei den Landtagswahlen in Baden-Württemberg hat jeder Wähler nur eine Stimme, mit der sowohl der Direktkandidat als auch die Gesamtzahl der Sitze einer Partei im Landtag ermittelt werden. Dabei gibt es keine Landes- oder Bezirkslisten, stattdessen werden zur Herstellung des Verhältnisausgleichs unterlegenen Wahlkreisbewerbern Zweitmandate zugeteilt.
| Partei | Art des Mandats | Abgeordnete |
| ------ | --------------- | --- |
| CDU    | Erstmandat      | Erwin Braun 1976, 1980, verstorben am 21. Oktober 1981 Felix Hodapp nachgerückt am 28. Oktober 1981, 1984, 1988 Willi Stächele 1992, 1996, 2001, 2006, 2011, 2016 |
| CDU    | Zweitmandat     | Willi Stächele 2021 |
| Grüne  | Erstmandat      | Bernd Mettenleiter 2021 |
| AfD    | Zweitmandat     | Stefan Räpple 2016 (ab 2020 parteilos) |